# 當代記
『當代記』（／ Tōdaiki）是在寬永年間（1624年—1644年）寫成的史書。編纂者被認為是姬路藩藩主松平忠明，實際不詳。全九卷九冊。以太田牛一的『信長公記』為中心，加上其他記錄資料，再編成的二次史料。

## 概略
雖然書中的言語特徴與忠明同時期的慶長、寬永時期相同，不過一般懷疑作者不是忠明，亦有複數編者的說法。
內容以德川家康的功業為中心，記述從天文年間三好氏的事跡開始，經織田信長上洛，至江戶時代初期的慶長20年（1615年）期間的事情。在日本戰國時代至江戶時代初期的政治社會、文化、分次、災害、世相等歷史中，被評價為輔助史料的價値相當高。關於信長時代，有許多在其他史料中沒有記載的考証，亦受小瀨甫庵令『信長公記』變為大眾化而寫的『信長記』的影響，信憑性不足的部分亦頗多。

## 外部連結
- 史籍雑纂. 苐二 - 国立国会図書館デジタルコレクション （页面存档备份，存于）